# Ánir

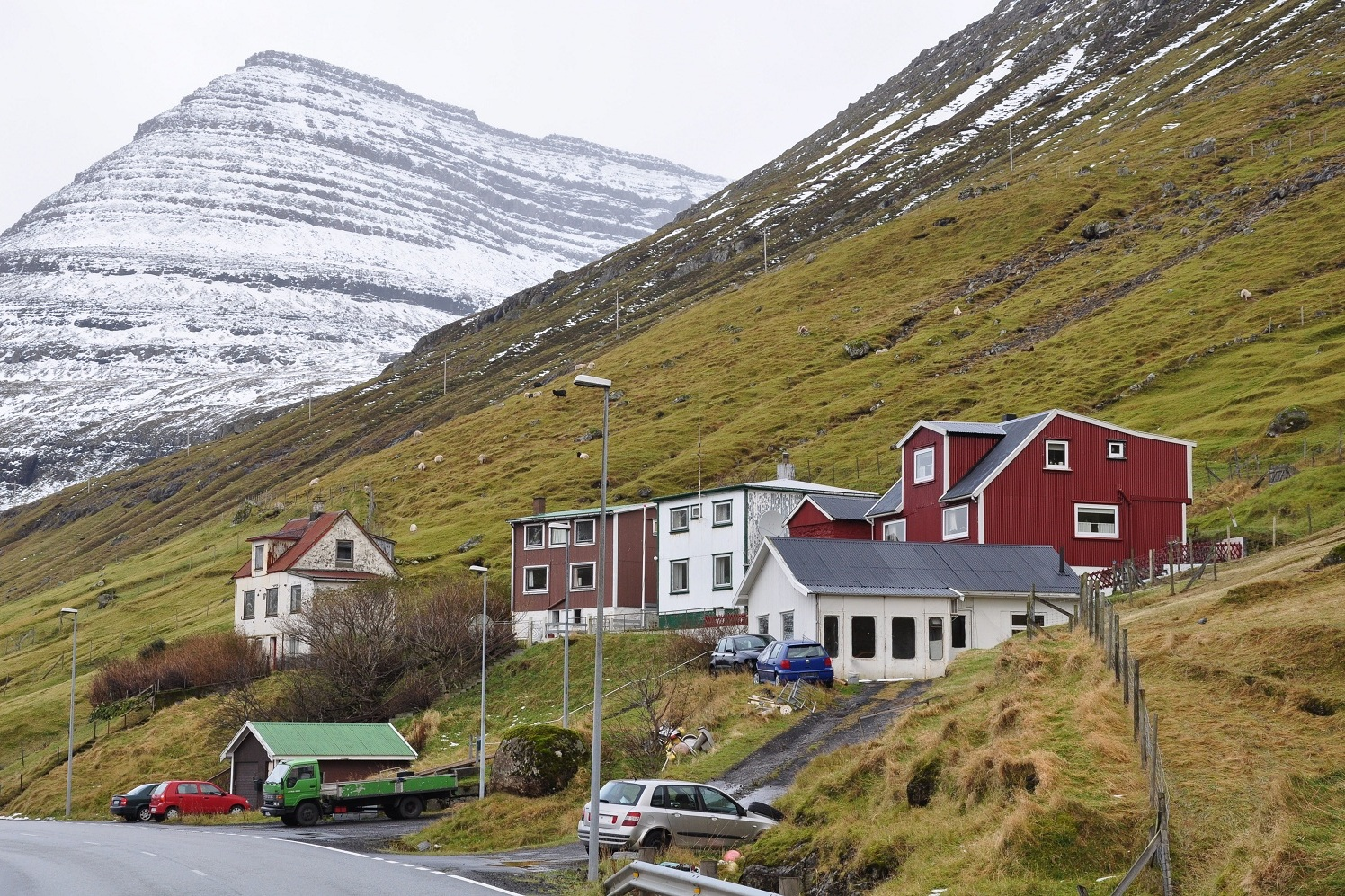
Ánir

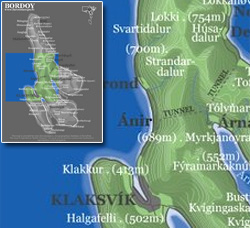
Localização de Ánir

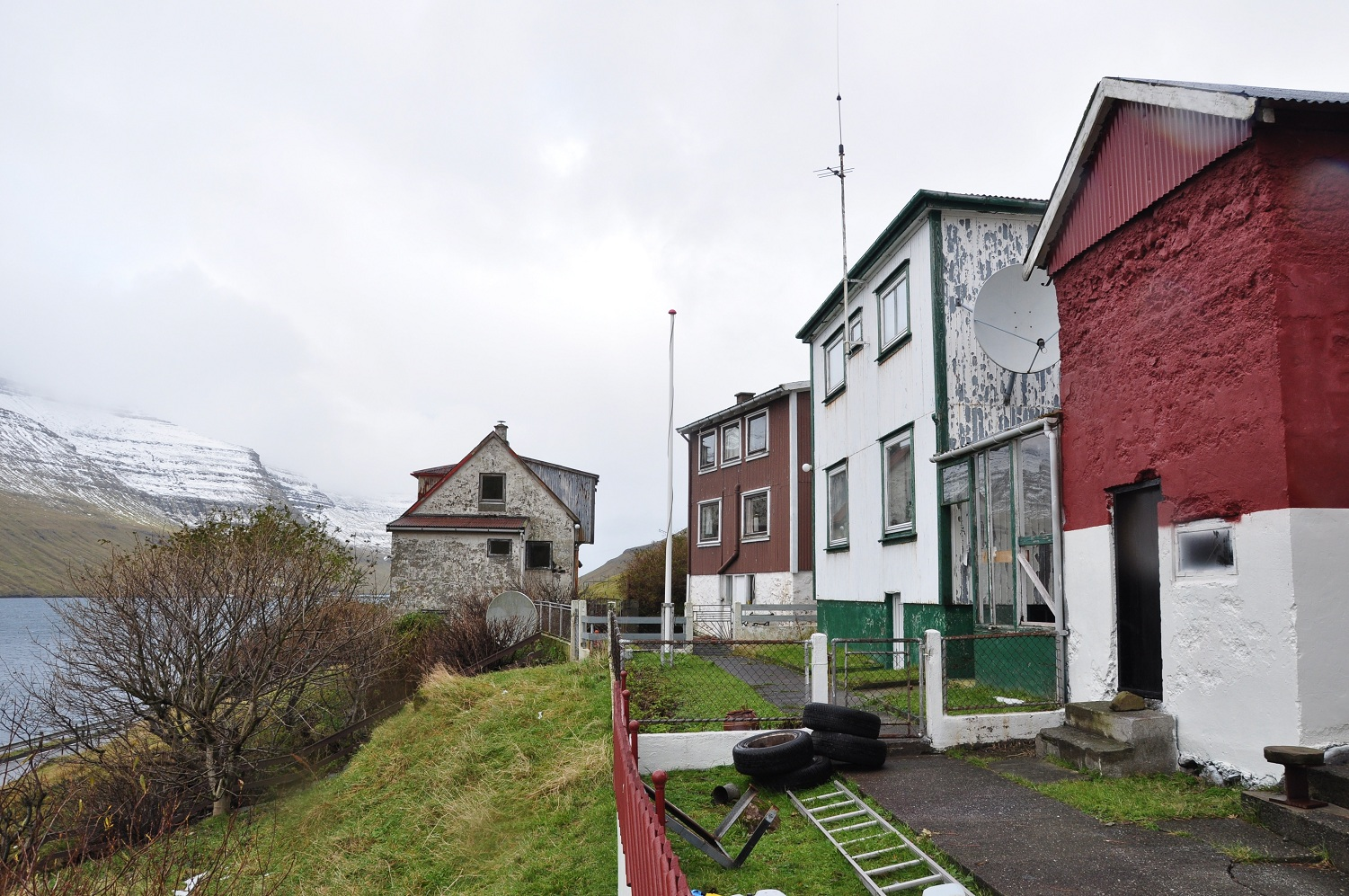
Ánir

Ánir (Åerne em dinamarquês) é uma vila na costa ocidental da ilha de Borðoy, nas Ilhas Feroe.
- População: 18
- Código postal: FO 726
- Coordenadas: 62º 15’ 23” N ; 6º 34’ 40” O
- Município: Klaksvík

A vila foi fundada em 1840 com o crescimento da população do arquipélago chamado pelo desenvolvimento de novas terras.
Um túnel liga o leste através das montanhas até Árnafjørður.